# Alexander Sawwitsch Brodski

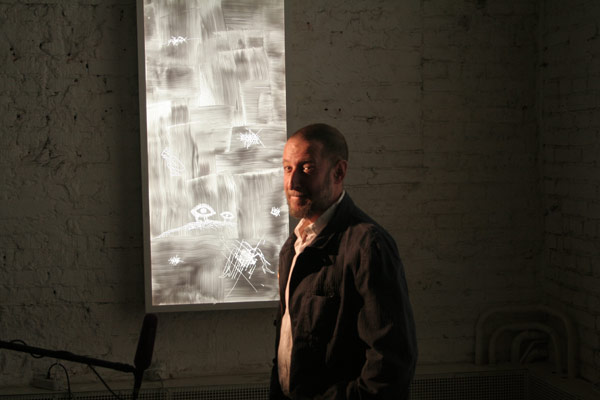
Alexander Brodski (2009)

Alexander Sawwitsch Brodski (russisch Алекса́ндр Са́ввич Бро́дский, wiss. Transliteration Aleksandr Savvič Brodskij, international oft auch Alexander Brodsky; * 9. Mai 1955 in Moskau) ist ein russischer Architekt und Künstler.

## Leben und Werk
Brodski wurde in eine Künstlerfamilie (Sohn von Sawwa Grigorjewitsch Brodski) geboren. 1968–1969 war er Schüler an einer Mittelschule mit Schwerpunkt Kunst. 1978 diplomierte er am Moskauer Architektur-Institut. Internationale Berühmtheit erlangte er ab Ende der 1970er-Jahre durch Teilnahmen an Architekturwettbewerben und Veröffentlichungen ungebauter Architekturentwürfe. Er gilt als ein Hauptvertreter der sowjetischen Papierarchitektur – gemeinsam mit Ilja Utkin ist er Verfasser zahlreicher utopischer Architekturentwürfe. Nach 1991 emigrierte er in die USA, wo er als Künstler zahlreiche Zeichnungen und Skulpturen anfertigte. 1999 kehrte er allerdings nach Moskau zurück, wo er seitdem lebt und arbeitet. Seit 2000 betreibt er ein eigenes Architekturbüro in Moskau. Brodski gilt wegen seiner außergewöhnlichen Entwürfe als einer der  bekanntesten russischen Architekten der Gegenwart.

## Wichtigste Bauten
- Restaurant "95°", bei Moskau, 2000.
- Bar/Restaurant "Uliza OGI", Moskau (Innenausbau), 2002.
- Bar/Restaurant "Apshu", Moskau (Innenausbau), 2003.
- Vodka Ceremony Pavilion, bei Moskau, 2003.
- Umbau einer ehemaligen Spirituosenfabrik zum Kunst- und Kulturzentrum "Winzavod", Moskau, 2005–2006.
- Einfamilienhaus bei Tarussa, Russland, 2006.
- Bushaltestellenhäuschen im Rahmen des Projekts BUS:STOP in Krumbach (Vorarlberg), 2014.[1]

## Kunstwerke in den Sammlungen von
- Puschkin-Museum für Bildende Kunst, Moskau.
- Moskauer Museum für Moderne Kunst (MMOMA)
- Museum of Modern Art, New York.
- Deutsches Architekturmuseum, Frankfurt am Main.
- Duke University Museum of Art, Durham, USA.
- Nancy and Norton Dodge collection, Zimmerly Art Museum, Rutgers University, New Brunswick, New Jersey, USA.

## Einzelausstellungen
- 2015: Alexander Brodsky - Works. Museum für Architekturzeichnung, Berlin
- 2006: Einzelausstellung im Russischen Pavillon. Architektur-Biennale. Venedig
- 1997: «Fluchtpunkte» («Точки исхода»). Schtschussew-Architekturmuseum, Moskau.
- 1997: «Futurofobia». Galerie M. Gelman. Moskau.
- 1996: «Visible Parts». Galerie R. Feldman. New York.
- 1996: «Canal Street Subway Project». New York.
- 1995: «Utopische Kanalisation» («Утопическая канализация»). Galerie «Ridschina». Moskau.

## Ausgewählte Auszeichnungen
- 1988 – 1. Preis (Architektur), "East Meets West in Design". Jacob K. Javits Convention Center, New York City, USA.
- 1987 – Sonderpreis, Central Glass Company Competition: "The Intelligent Market", Tokio, Japan.
- 1986 – 2. Preis, Central Glass Company Competition: "A Glass Monument to the year 2001", Tokio, Japan.
- 1985 – 2. Preis, Shinkenchiku Competition: "Bulwark of Resistance", Tokio, Japan.
- 1984 – 2. Preis, Central Glass Company Competition: "Crystal Palace", Tokio, Japan.
- 1983 – 3. Preis, Shinkenchiku Competition: "A Dwelling with Historism and Localism",  Tokio, Japan.
- 1982 – 1. Preis, Central Glass Company Competition "Crystal Palace", Tokio, Japan.
- 1978 – 2. Preis (gemeinsam mit G. Solopov), OISTT Competition: "Theatre for Future Generations", Paris, Frankreich.